# تضاد (فیلم ۲۰۰۵)
تضاد...خانواده اول می آیند (به هندی: Viruddh... Family Comes First) فیلمی محصول سال ۲۰۰۵ و به کارگردانی ماهش مانجرکار است. در این فیلم بازیگرانی همچون آمیتاب باچان، شارمیلا تاگور، سانجی دات، جان آبراهام، انوشا دندکار، پریم چوپرا، شارات ساکسنا، شیواجی ساتام، بیپاشا باسو ایفای نقش کرده‌اند.